# Luis Cabrera Sánchez-Real
Luis Cabrera Sánchez-Real (Madrid, 1911-Santa Cruz de Tenerife, 1980) fue un arquitecto español. 
Se formó en la Escuela Técnica Superior de Arquitectura de Madrid. Su etapa universitaria se circunscribió en el despertar de la arquitectura española, en concreto, en el proceso de asimilación de los preceptos del Movimiento Moderno ya advertidos en el resto de Europa.
Hasta 1940 no concluyó su formación debido a la paralización derivada de la Guerra Civil Española. Once años después, en 1951, se trasladó a Santa Cruz de Tenerife para acometer la reforma y ampliación de la vivienda de su tío paterno. A este encargo, se sumó el hecho de que había sido invitado por el arquitecto Enrique Rumeu de Armas, a colaborar en la redacción del Plan General de Ordenación Urbana de la capital. Su labor como urbanista tuvo continuación en municipios como Puerto de la Cruz, Icod de los Vinos, Güímar o Granadilla de Abona.
En Canarias, la arquitectura que predominaba por aquel entonces era la heredada del Mando Económico (1941-1946), órgano director de construcción y obras públicas que dio lugar a respuestas arquitectónicas heterogéneas dentro de las restricciones aparejadas a un régimen totalitario. La escasez de medios económicos, tecnológicos y materiales, a causa de la contienda nacional, forzó a los arquitectos a recurrir a técnicas de edificación arcaicas como muros de carga o espacios abovedados y métodos artesanales de construcción. 
La arquitectura de Luis Cabrera Sánchez-Real estuvo marcada por un exhaustivo cientifismo, posiblemente herencia de su padre, el físico Blas Cabrera Felipe, y por un compromiso, a modo de desafío personal, con el arte de construir. A pesar de que en su producción se advierten rasgos racionalistas, sobre todo a nivel estructural, en el uso de cáscaras, la superposición de instalaciones, los volúmenes cúbicos y la construcción modular, no sería justo afirmarlo como tal en tanto a la complejidad y variedad de sus proyectos.
La producción de Cabrera también abarcó un amplio abanico de tipologías constructivas desde edificios residenciales (Edificio Matutano, Vivienda-estudio LUVIC, Edificio Anaga, etc.), comerciales, hoteleros (Hotel Tenerife Playa, Hotel Las Vegas, Hotel Altagay, Hotel Gran Tinerfe, etc.), administrativos (Financiera Canaria S.A.), docentes, religiosos (Capilla al Aire Libre San Pío X), asistenciales, y de servicios. Además de trabajar en su estudio personal, fue profesor de la Escuela de Aparejadores de la Universidad de La Laguna, decano y presidente del Colegio Oficial de Arquitectos de Canarias, y arquitecto municipal del Ayuntamiento de Santa Cruz de Tenerife y del Ministerio de la Vivienda.
Con motivo del Día Mundial de la Arquitectura, se inauguró en Tenerife Espacio de las Artes, el 5 de octubre de 2015, la exposición Formas sobre el plano. Dibujos de Arquitectura de Luis Cabrera Sánchez-Real, comisariada por el arquitecto José Manuel Rodríguez Peña. 